# 木村尚達 (檢察官)

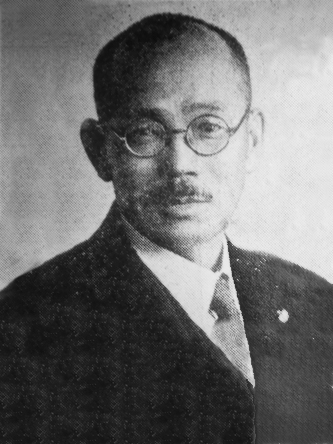
木村尚達

木村尚達（日语：／，1897年5月27日—1947年11月1日），本名東尚達，為日本男裁判官、檢察官、政治家，曾經出任檢事總長、司法大臣以及貴族院議員。

## 簡歷
木村尚達1897年生於熊本縣，為東秀則的二子，後過繼給木村成苗，改姓木村。先後就讀中學濟濟黌（現熊本縣立濟濟黌高階中學）及第五高等學校，1906年於京都帝國大學（現京都大學）法科大學畢業。其後於司法官試補中合格，前往奈良地方裁判所任職。
1908年，成為檢察官，並調任至東京地方裁判所予備檢事。之後歷任岡崎區裁判所検事、千葉地方裁判所檢事，1911年宣佈辭職。一個月後，木村前往德國留學，並入讀蒂賓根大學及慕尼黑大學。
1914年回國，同年重新成為檢察官，出任東京地裁判事。之後先後出任東京地裁部長、司法書記官、司法省參事官、大臣官房調査課長兼檢事以及大審院檢事，1931年出任司法省刑事局局長。接著又分別就任大審院檢事、大審院部長判事，1938年出任東京控訴院院長（現東京高等裁判所），1939年升為檢事總長。
1940年，木村初次入閣，就任米內內閤的司法大臣，在任間曾處理大本教事件、血盟團事件、五一五事件以及美濃部達吉所提出的「天皇機關說」，同年7月內閣總請辭。7月16日，他加入研究會，並成為貴族院勅選議員，約五年後辭職。二戰後接受公職追放。1947年成為法政大學教授，同年11月1日病逝，享年六十八歲。

## 後人
木村的長子是前任國税廳長官、兼前任日本專賣公社總裁木村秀弘。而木村尚達的孫子是日本近現代歷史學者、兼政治學者御廚貴（其父為山梨學院大學教授御廚文雄），而御廚貴的獨子御廚亮是劇團「夕暮れ社 弱男ユニット」的成員之一。